# Усач Валецкого
Усач Валецкого (лат. Barbus waleckii) — вид лучепёрых рыб рода барбусов из семейства карповых. Назван в честь польского ихтиолога Антона Валецкого.

## Описание
Длина тела около 35 см. Тело удлиненное, почти веретенообразное, едва уплощенное по бокам. Рыло длинное, узкое, заостренное. Средняя лопасть на нижней губе развитая хорошо, небольшая, с свободным задним краем. Спина и верхняя часть головы тёмно-коричневато-серые. Бока тела зеленовато-желтого цвета или желтовато-золотистые со слабо выраженной темной крапчатостью в области головы, спины и хвостового плавника. Грудные и брюшные плавники, а также нижняя лопасть хвостового плавников буровато-оранжевые либо желтовато-оранжевые. Все остальные плавники — серого цвета. От других рыб рода Barbus отличается строением последнего луча спинного плавника. Последний неветвистый луч утолщенный слабо и членистый на 50–70% от своей длины.

## Ареал
Бассейны Вислы и Верхнего Днестра. Обнаружен на территории таких стран Польша, Чехия, Словакия и на западе Украины. 
На территории Украине эта рыба впервые официально была зарегистрирована в 2003 году, хотя встречалась и раньше (в фондовых коллекциях Национального научно-природоведческого музея НАН Украины датируется 1974 и 1976 годами). Встречается только в бассейне верхнего течения Днестра в пределах Львовской области и в некоторых его притоках.

## Биология
Пресноводная речная донная стайная рыба. Населяет чистые, хорошо насыщенные кислородом реки горного типа. Обычно не встречается выше 250—300 метров над уровнем моря. Держится на участках с умеренным, иногда и значительным течением, а также песчаным, песчано-глинистым, песчано-галечным или каменистым, несколько заиленным грунтом.

## Охрана
Вид занесён в Красную книгу Украины (2009).